# Johnny Paul Koroma
Johny Paul Koroma (ur. 9 maja 1960, zm. prawdopodobnie w 2003 lub sierpniu 2017) – polityk i wojskowy Sierra Leone. W 1985 wstąpił do armii Sierra Leone. W latach 1988–1989 studiował w Akademii Wojskowej w Sandhurst w Wielkiej Brytanii. Po powrocie do kraju szybko osiągnął awanse w macierzystej armii. W 1994 odbył szkolenie w Teshie Military College w Ghanie. W 1996 aresztowany po nieudanym zamachu stanu, zorganizowanym w celu obalenia prezydenta Kabbaha, oraz postawiony przed sądem. 27 maja 1997 uwolniony z więzienia po wojskowym zamachu stanu, stanął na czele państwa. W lutym 1998 odsunięty od władzy. Odpowiedzialny za ataki na ludność cywilną oraz siły ONZ, stacjonujące w Sierra Leone. Oskarżony o zbrodnie przeciw ludzkości, jego proces rozpoczął się zaocznie 7 marca 2003. Koroma nigdy nie został aresztowany, ukrywał się od stycznia 2003 i został uznany za zmarłego 1 czerwca 2003 w Liberii w bliżej niewyjaśnionych okolicznościach. Prawdopodobnie przeżył i zmarł 10 lub 11 sierpnia 2017.